# Гостинь (гміна)
Гміна Го́стинь (пол. Gmina Gostyń) — місько-сільська гміна у північно-західній Польщі. Належить до Гостинського повіту Великопольського воєводства.
Станом на 31 грудня 2011 у гміні проживало 27917 осіб.

## Територія
Згідно з даними за 2007 рік площа гміни становила 136,91 км², у тому числі:
- орні землі: 76,00 %
- ліси: 14,00 %

Таким чином, площа гміни становить 16.90 % площі повіту.

## Населення
Станом на 31 грудня 2011:
| Опис     | Загалом | Загалом | Чоловіки | Чоловіки | Жінки | Жінки |
| -------- | ------- | ------- | -------- | -------- | ----- | ----- |
| одиниця  | осіб    | %       | осіб     | %        | осіб  | %     |
| все      | 27917   | 100     | 13633    | 48.83    | 14284 | 51.17 |
| міське   | 20301   | 100     | 9810     | 48.32    | 10491 | 51.68 |
| сільське | 7616    | 100     | 3823     | 50.20    | 3793  | 49.80 |

## Сусідні гміни
Гміна Гостинь межує з такими гмінами: Дольськ, Кробя, Кшеменево, Кшивінь, Пяски, Понець.